# دلفين دوار
دلفين دوار (الاسم العلمي: Stenella longirostris) (بالإنجليزية: Spinner dolphin)‏ هو نوع من الثدييات يتبع جنس الدلفين المنقط من فصيلة الدلافين المحيطية.